# Diecezja Assis
Diecezja Assis (łac. Dioecesis Assisensis) – diecezja Kościoła rzymskokatolickiego w Brazylii. Należy do metropolii Botucatu, wchodzi w skład regionu kościelnego Sul 1. Została erygowana przez papieża Pius XI bullą Sollicitudo universalis w dniu 30 listopada 1928, od 1998 w obecnym kształcie terytorialnym.

## Główne świątynie
- Katedra: Katedra Najświętszego Serca Jezusowego w Assis
- Bazylika mniejsza: Bazylika św. Wincentego á Paulo w Assis

## Biskupi diecezjalni
- Antônio José dos Santos CM (1929–1956)
- José Lázaro Neves CM (1956–1977)
- Antônio de Souza CSS (1977–2004)
- Maurício Grotto de Camargo (2004–2008)
- José Benedito Simão (2009–2015)
- Argemiro de Azevedo CMF (od 2016)